# Куммаківі

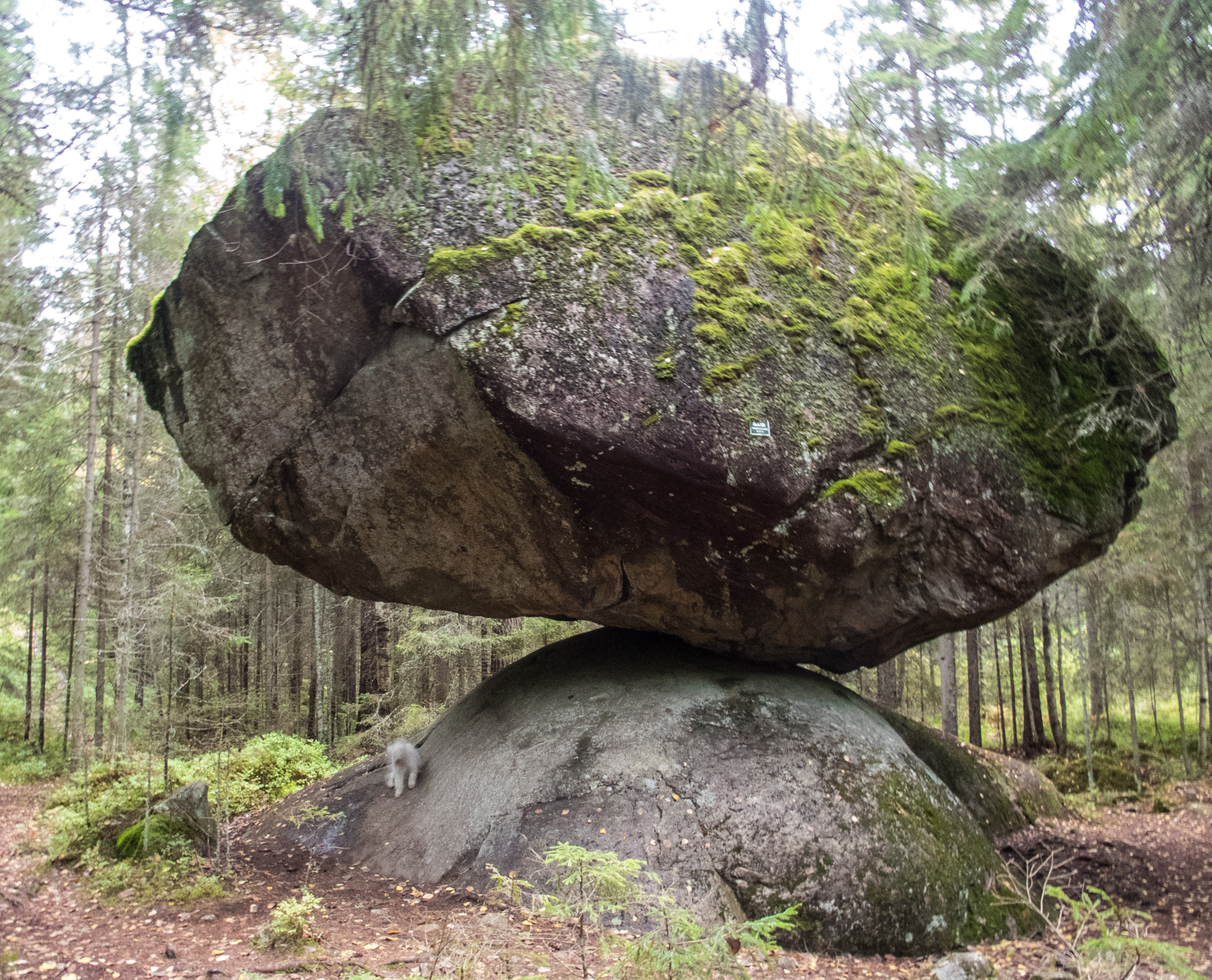
Куммаківі. Вересень 2015 року.

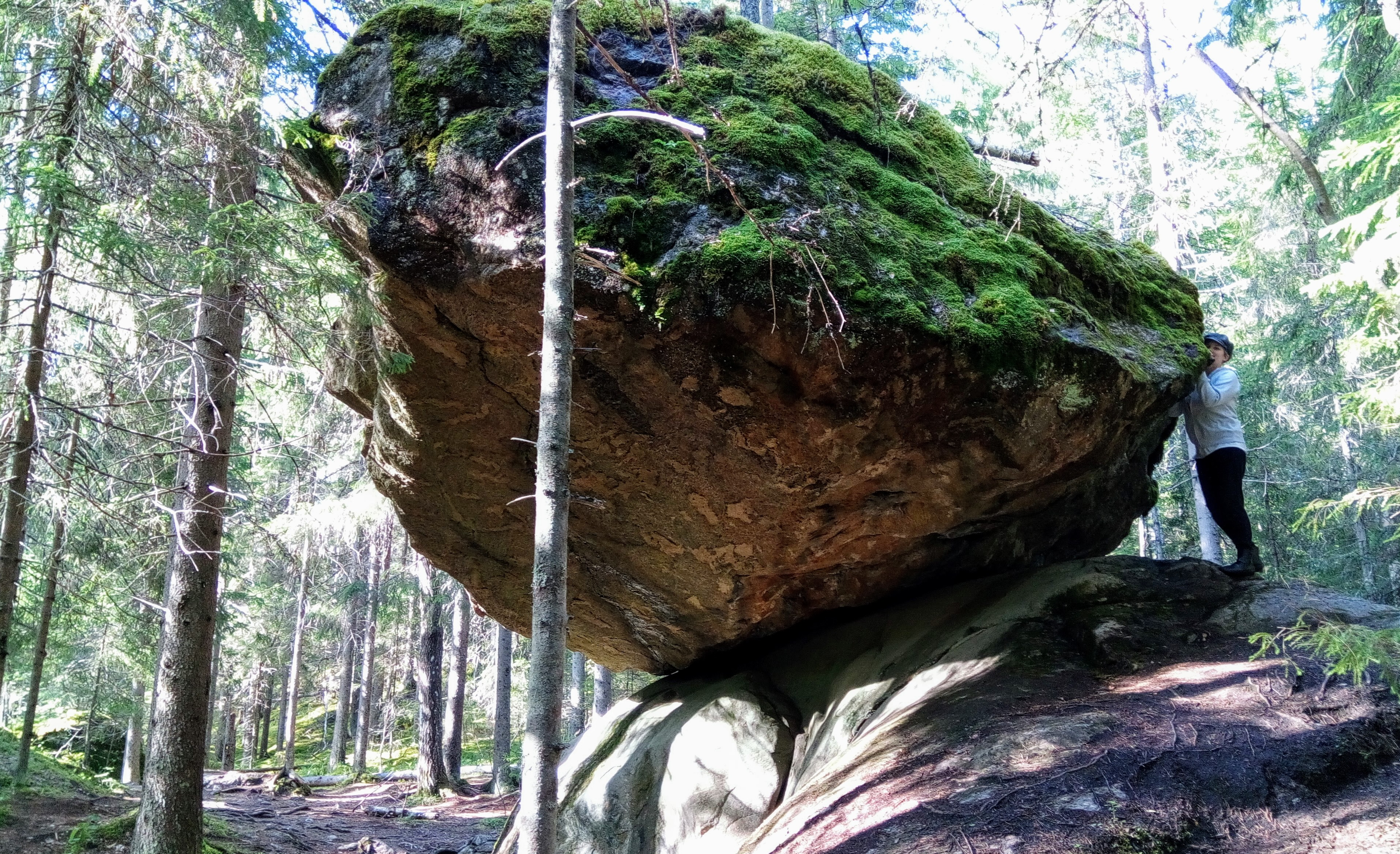
Інший ракурс з людиною для масштабу

Куммаківі (досл. «дивний камінь») — великий балансуючий камінь у Руоколахті, Фінляндія.
Довжина Куммаківі становить близько 7 метрів. Його підтримує стрімко похилий залишок меншого скельного виступу, що видніється з-під землі. Балансуючий камінь виглядає так, наче він на межі падіння з виступу, але насправді його неможливо зрушити з місця — принаймні силою людських м'язів. Пояснення цьому не таке дивне, яким може здатися на перший погляд: Куммаківі — великий камінь, але великі речі не завжди мають більше шансів піддатися гравітації, ніж маленькі. Текстура Куммаківі досить шорстка, що сприяє здатності залишатися на місці, а щільність поверхні неоднорідна. Якщо придивитися до цього каменя, що балансує на краю, може скластися враження, що центр його тяжіння неправильний, але насправді він балансує саме так, як передбачено законами фізики.
Куммаківі охороняється з 1962 року. На вершині валуна росте сосна 1980-х років.
Валун знаходиться в лісі західної частини муніципалітету Руоколахті, біля кордону Пуумала.
Куммаківі вартий того, щоб здійснити подорож до нього. Його координати: N=6818585.328, E=576101.029.